# Ганнівка (Градизька селищна громада)
Га́ннівка — село в Україні, у Градизькій селищній громаді Кременчуцького району Полтавської області. Населення становить 168 осіб. Орган місцевого самоврядування — Градизька селищна рада.

## Населення

### Мова
Розподіл населення за рідною мовою за даними перепису 2001 року:
| Мова       | Кількість | Відсоток |
| ---------- | --------- | -------- |
| українська | 161       | 95.83%   |
| російська  | 6         | 3.57%    |
| румунська  | 1         | 0.60%    |
| Усього     | 168       | 100%     |